# Арзашкун
Арзашкун или Арзашку — город Ванского царства.

## Местонахождение
Исследователи расходятся во мнениях относительно местоположения. А. Сайс и Г. Масперон располагают между озером Ван и Малазгиртом. Борис Пиотровский подразумевает, что расположен на территории нынешнего Диадина, некоторые отождествляют его с городами Арцке или Арцчеш.

## История
Арзашкун или Арзашку впервые упоминается в надписях царя Ассирии Салманасара III: как «царский город» Араму Урартского. На 3-м году своего правления (857 или 856 г. до н. э.) Салманасар III вторгся в «земли» Альзи (Агдзник) и Энзите (Андзит), перейдя реку Арцания (Мурат), он вошел в «земли» Сухму и Дайаени (Тайк): оттуда вторгаясь на территорию Урарту. Араму Ураpтский избежал битвы и спрятался в горах Аддури. В 840 году до н. э. войска Салманасара III захватили Арзашку, истребили население, разграбили и подожгли город. Сцена взятия города была вырезана Салманасаром III на Балаватских воротах.
Сардури I перенес столицу в Тушпа-Ван.